# Hypolimnas chapmanni
Hypolimnas chapmanni is een vlinder uit de familie Nymphalidae. De wetenschappelijke naam van de soort is voor het eerst geldig gepubliceerd in 1873 door William Chapman Hewitson.